# Jean-Ange Brun
Pour les articles homonymes, voir Brun.
Jean-Ange Brun (né le 20 février 1702 à L'Isle-sur-la-Sorgue et mort en 1793) est un architecte français.

## Biographie
Jean-Ange Brun est le frère aîné de Esprit-Joseph Brun, également architecte. 

## Réalisations et principaux projets
Jean-Ange Brun a notamment contribué à la construction de :
- La Chapelle de l'Oratoire à Avignon[1], en 1750[2],
- Le Grenier à sel d'Avignon[1], en 1756 ,[3],
- Fontaine de l'hôtel-dieu de L'Isle-sur-la-Sorgue, en 1768[4],
- Aménagement de l'Abbaye Saint-André de Villeneuve-lès-Avignon[5].
- Jardin de l'Hôtel Donadei de Campredon de L'Isle-du-la-Sorgue[6]